# Ace Combat: Squadron Leader
Ace Combat: Squadron Leader (エースコンバット5 ジ・アンサング・ウォ?, Ēsu Konbatto Go Ji Ansangu Wō), intitolato negli Stati Uniti Ace Combat 5: The Unsung War, è un videogioco simulatore di volo. Il gioco si svolge 15 anni dopo Ace Combat: The Belkan War e ruota intorno al vortice di tensioni tra le forze della federazione di Osea (nella quale il giocatore trova posto come pilota di caccia) e quelle dell'Unione delle Repubbliche di Yuktobania.
Molte caratteristiche di Squadron Leader sono innovative rispetto ai suoi predecessori. Tra queste c'è l'inserimento di un sistema per impartire ordini ai tre velivoli gregari della squadriglia del giocatore, controllati dall'IA, ma comandabili tramite un sistema gestionale semplice e ben definito.

## Trama

### Addestramento
Dopo una violenta battaglia aerea sopra l'oceano Ceres, dove la maggior parte dei piloti esperti viene uccisa, il capitano Jack Bartlett, capo del 108^ TFS, comunica ai giovani piloti freschi dell'addestramento che dal giorno seguente verranno tutti addestrati al combattimento aereo e comunica al sottotenente Kei Nagase (unico pilota sopravvissuta alla battaglia della mattina e oltretutto unica donna) che lei volerà come N^2 dello squadrone Wardog. Il giorno dopo lo squadrone viene inviato a Cape Landers, a West Osea, per intercettare un aereo spia nemico, da questo punto in poi il giocatore impersonerà Wardog 4 "Blaze", la recluta preferita del capitano Bartlett e unico con delle capacità paragonabili ai migliori assi della guerra precedente. Il velivolo viene intercettato, nonostante l'apparizione di 8 caccia di origine sconosciuta. Il comando centrale inizia a insabbiare tutto per evitare scandali ma ormai il punto di non ritorno è stato raggiunto: il capitano Bartlett viene abbattuto mentre sta cercando con il suo squadrone una nave non autorizzata a operare nelle acque Oseane.
Wardog torna a Sand Island su ordine dell'AWACS Thunderhead, dove, dopo un veloce rifornimento e riarmo decolla verso la nuova destinazione per intercettare un attacco nemico.
Il maggiore Hamilton comunica contemporaneamente al giornalista Genette che gli aggressori sono gli Yuktobaniani, che stanno proprio ora attaccando Port St. Hewlett.

### Prime schermaglie
Verso St. Hewlett, Thunderhead comunica che Nagase (Edge) sarà il capo della formazione. Lei rifiuta e passa il comando a Blaze, ritenendolo più adatto a quel ruolo, mentre il sottotenente Davenport (Chopper) rimarrà Wardog 3. Arrivati al porto, lo trovano infiammato dalla battaglia tra la 3ª Flotta Oseana e dei caccia di Yuktobania. Nel caos della battaglia, Thunderhead ordina alla squadriglia di coprire la portaerei classe Nimitz Kestrel, mentre escono dal porto e scortarle in acque sicure, compito che viene svolto brillantemente dai 3 piloti, che fanno rotta verso Sand Island dopo la battaglia. Nella notte, la base subisce un tentativo di bombardamento da parte degli Yuktobaniani, e il 108^TFS è l'unica linea di difesa disponibile al momento. Durante il caos della battaglia l'aviere Hans Grimm (Archer), decolla e aiuta la squadriglia Wardog, diventandone il numero 4 alla fine della lotta. Dopo la battaglia, Genette interroga Nagase riguardo al libro dal titolo "A blue dove for the princess", a cui lei sta riscrivendo le pagine mancanti, per sentirsi rispondere che quello era il suo libro preferito. (Il libro ritornerà spesso durante il gioco, come prima delle missioni 13, 15 e l'epilogo). Qualche giorno dopo HIGHCOM richiede lo squadrone Wardog in un'operazione che consiste nello scortare 3 portaerei (Tra cui la Kestrel) dall'oceano Ceres al mare interno oseano. L'operazione procede senza intoppi ma quando le navi passano attraverso lo stretto di Eaglin vengono attaccate da caccia della marina Yuktobaniana che, grazie al tempestivo intervento dello squadrone Wardog, non riescono a infliggere nessun danno serio. Quando sembra tutto finito, 2 missili balistici sottomarini attaccano il gruppo da battaglia, affondando le portaerei Buzzard e Vulture. Wardog, a corto di carburante, viene mandato alla base aerea di Heirlark, vicino a North Osea, dove i 4 piloti apprendono che il giornalista Genette aveva scritto un pezzo su di loro, facendogli guadagnare fama all'interno delle forze armate Oseane, in quanto loro sono quelli con più esperienza di combattimento contro il nemico.
Di fronte a questa enorme perdita, il presidente della federazione di Osea, Vincent Harling, approva l'uso dell'Arkbird per riguadagnare la superiorità sul nemico, facendo uso dei cannoni laser studiati appositamente per il velivolo e immagazzinati al centro spaziale Bassett. Per evitare un cambiamento delle sorti della guerra, gli Yuktobaniani lanciano truppe Spetsnaz nel centro per impedire il lancio dei cannoni, coprendole con caccia e missili cruise, ma, per fortuna, il 108^ TFS protegge il centro abbastanza a lungo per consentire il lancio delle armi. Dopo aver difeso Sand Island per la seconda volta da un'invasione su larga scala, Osea riguadagna un vantaggio, distruggendo il sottomarino Shinfaxi, eliminando così la minaccia dei missili balistici.

### Contrattacco
Dopo alcune settimane di calma, durante un pattugliamento, Wardog riceve l'ordine di scortare un C-5 con il Presidente Harling a bordo (che però si farà chiamare Cargo). La scorta sembra procedere bene, ma a causa di danni pregressi l'aereo è costretto ad effettuare un atterraggio di emergenza. Wardog però è a corto di carburante, così le operazioni di recupero vengono affidate all'8492º squadrone. Una settimana dopo Osea avvia un'operazione di sbarco sul suolo Yuktobaniano, nella penisola di Bastok, dove un nutrito contingente di marines e di aviotrasportati dell'82ª Aviotrasportata oseana formeranno una testa di ponte e con il supporto dello squadrone Wardog, annientano la resistenza nemica. Il nemico è sconfitto e pertanto inizia una ritirata aerea, con rotta sulle montagne vicino Dresdene. Il 108^ TFS riceve l'incarico di eliminarli, ma durante lo scontro, le comunicazioni vengono disturbate e nel frattempo il politecnico cittadino viene attaccato. HIGHCOM considera lo squadrone Wardog sospetti, e li richiama a Oured per processarli. Alla capitale i 4 si difendono, dicendo che la colpa non è loro, ma dell'8492 squadrone, il cui capo è stato sentito dare gli ordini dell'attacco. Viene concesso il beneficio del dubbio a piloti, che questa volta, dovranno difendere le città di Apito e Bana da un attacco da parte di commando Yuktobaniani, desiderosi di vendetta contro Osea.
Wardog viene rimandato al fronte per continuare a partecipare alla guerra. L'alto comando, non ancora soddisfatto (ma consapevole che Wardog è il miglior squadrone di Osea), incarica il distaccamento di Sand Island di affondare l'Hirmfaxi, gemello dello Scinfaxi, attualmente impegnato in azioni di rifornimento nel circolo polare artico, presso lo stretto di Razgriz, in modo da danneggiare seriamente le capacità difensive nemiche, in vista di una grande offensiva verso il cuore di Yuktobania.
L'operazione è un completo successo e l'offensiva procede in modo pulito, ma durante il salvataggio di alcuni POW da parte di una squadra di Ranger oseana, Nagase viene abbattuta da una postazione SAM. Wardog e i Rangers sono costretti a ritirarsi a causa del maltempo, ma i soccorsi giungono il giorno dopo da un team di Marine oseani, scortati dallo squadrone (lei in seguito dirà che i nemici gli hanno dato il soprannome di Razgriz, cosa su cui Chopper tornerà molte volte durante i combattimenti).
Osea lancia due operazioni nel deserto con l'obbiettivo di neutralizzare la prima linea nemica e poter correre verso la capitale. Dopo un intenso scontro aereo e terrestre, nonostante i rinforzi Yuktobaniani, Il 108^ TFS elimina la resistenza nemica, permettendo il completamento dell'operazione. Il vicepresidente della federazione, Appelrouth, richiede lo squadrone Wardog per eseguire delle acrobazie durante il suo comizio a November City, per ispirare la folla. L'Airshow è un successo, ma durante il discorso, gli spettatori iniziano a cantare "The journey home", una canzone pacifista, suscitando l'ira di Appelrouth e la compassione di Chopper, che si unisce al coro, finché Thunderhead comunica allo squadrone Wardog l'arrivo di numerose formazioni di Typhoon, Su-27 e MiG-31 yuktobaniani, che iniziano ad attaccare lo squadrone, cercando (invano), di distrarlo con dei caccia F-117. L'AWACS chiama subito i rinforzi dalla base aerea di McNealy, ma gli aerei oseani vengono allontanati dall'8492 squadrone, con la scusa che era un'esercitazione. Thunderhead riesce a richiamare i caccia, che arriveranno tra 5 minuti, ma a 2 minuti dall'arrivo, Chopper viene colpito da un missile e aspetta a eiettarsi, per evitare che l'aereo cadendo, faccia vittime, ma così facendo, i danni aumentano e proprio quando prova ad eiettarsi il sistema non parte, impedendo l'eiezione. Chopper, dopo aver salutato Thunderhead e i suoi compagni, si lancia nello stadio ormai vuoto, morendo con il suo aereo. I 3 piloti rimanenti si vendicano, abbattendo la maggior parte dei nemici rimanenti e quando arrivano i rinforzi alleati, i nemici si ritirano. Thunderhead pronuncia un elogio funebre a Davenport, mentre un volo di F-16 esegue la "Missing Man Formation", in onore del loro compagno caduto.

### Tradimento
Qualche giorno dopo l'incidente di November City, Osea lancia un assalto contro la superfortezza Yuktobaniana "Cruik", con il supporto del 108^ TFS, ridotto a 3 apparecchi. Nonostante le perdite, l'operazione è un successo ma durante il ritorno alla base, Wardog viene attaccato dall'8492 squadrone, con il supporto di numerosi Su-47, di origine sconosciuta. Lo squadrone riesce a ritornare alla base e, mentre Nagase e il maggiore vanno a parlare con Hamilton, Pops, Grimm e Genette vanno a parlare con il comandante della base, che accusa il primo di essere una spia yuktobaniana e inizia a fare fuoco sui 3, che riescono a fuggire vicino agli hangar, dove trovano Blaze e Nagase, che gli raccontano che Hamilton era la vera spia nemica, e quando ha provato a ucciderli, lei l'aveva stordito. Pops elabora subito un piano di fuga dalla base, che riesce, ma nei pressi delle isole Solo, vengono raggiunti dagli F-15 ACTIVE dell'8492 squadrone, il cui capo, Ashley Bernitz, riconosce in Pops un ex pilota di Belka, chiamandolo colonnello. Immediatamente, l'Ex asso riconosce l'8492 squadrone, chiamandoli Grabacr, piloti che conosceva 15 anni fa, durante la guerra di Belka, che ora sono infiltrati nell'aviazione di Osea. Con una serie di abili manovre, Pops riesce a seminarli, solo per essere ragglinto da Swordsman, che però, tramite una serie di segnali morse, li invita ad eiettarsi, mentre lui abbatte i velivoli per farli credere morti. Il piano ha successo, e Thunderhead, a malincuore, è costretto a dichiararli morti. Pochi minuti dopo i Black Hawk della Kestrel li prelevano, per portarli alla nave.

### I fantasmi di Razgriz
Sulla Kestrel, l'ammiraglio Andersen spiega a Pops che, dopo essere stati trasferiti a nord per compiere attività di spionaggio, intercettarono un messaggio in codice proveniente da Belka, nel quale vi erano informazioni che facevano pensare un probabile coinvolgimento dei belkani nella guerra tra Osea e Yuktobania. Per questo aveva falsato le loro morti: per disporre di uno squadrone di piloti per contrastare la minaccia dall'est. Pops accetta l'offerta, anche se lui, essendo troppo vecchio per pilotare, incarica Blaze di guidare il gruppo, dandogli il capitano Snow come numero 3, per rimpiazzare Chopper.
La prima missione dello squadrone consiste nel liberare il presidente Harling, tenuto prigioniero nel castello Stier, vicino ad uno dei sette crateri creati dalle bombe nucleari che Belka utilizzò 15 anni fa per fermare gli alleati. Nonostante la resistenza da parte dei belkani e l'arrivo di uno squadrone di YF-23 e Su-47 avversari, il presidente viene salvato dai SEAL oseani, ritornando libero 3 mesi dopo la sua cattura da parte dell'8492 squadrone. Sulla Kestrel il presidente viene acclamato dall'equipaggio e dà a Blaze e allo squadrone un avanzamento di grado, trasformandoli poi nel suo comando aereo personale, chiamato anche "i fantasmi di Razgriz", che si opporrà alla minaccia belkana. Qualche giorno dopo la 3ª Flotta intercetta un messaggio belkano, che indica le coordinate di una base nei pressi del monte Schrim, vicino a South Belka, dove gli squadroni Grabacr e Ofnir (Questi infiltrati a Yuktobania e migliori assi locali), stanno ultimando il caricamento di alcune bombe nucleari belkane, da portare nei rispettivi paesi di infiltrazione. Blaze fotografa le spie insieme, dando le prove del fatto che i belkani effettivamente stanno manovrando la guerra.
Harling approva allora una missione di chiusura del deposito di bombe nucleari, in modo da impedire ai belkani di avere a disposizione altre armi nucleari. La missione è un successo, ma un nuovo messaggio viene captato dalla flotta, questa volta però da Yuktobania, in cui si dice che la bomba portata nel paese da Ofnir è nelle mani di un gruppo della resistenza, che sta cercando di disattivarla, anche se è incalzata dalle Spetsnaz Yuktobaniane. I fantasmi raggiungono il canyon dove la resistenza ha la base e eliminano le navi nemiche, allentando la pressione sulla resistenza, ma, mentre tutto sembra finito, gli Ofnir, a bordo di 4 Su-35, comandati dal leggendario Michael Heimroth arrivano sul luogo dello scontro, e, dopo un lungo scontro ravvicinato e aver rischiato di venire abbattuti molte volte, i belkani sono abbattuti e i razgriz scortano il sottomarino della resistenza in mare, per scaricare la bomba. Durante il tragitto, la resistenza comunica a Blaze un messaggio che dice: "Hey Kid, ho sentito che sei diventato un eccellente caposquadrone", scatenando l'euforia dei membri dello squadrone.
L'Andromeda, la nave spia della flotta, rileva un messaggio belkano diretto verso lo spazio, in particolare l'arkbird, che era stato infiltrato dai belkani fin dal lancio dell'mass driver dal centro spaziale di Bassett. Il messaggio era un ordine riguardante il lancio di un'arma nucleare sulla città di Ockhtabrust, una delle principali città yuktobaniane, per incrementare l'odio verso Osea, che stava cercando di difendersi dalle controffensive nemiche a sud e contemporaneamente stava assediando la capitale nemica Cinigrad. I fantasmi, dopo un lungo scontro, distruggono il velivolo, uccidendo Adler, l'ufficiale belkano al comando del velivolo, che disperatamente, le aveva provate tutte per completare la propria missione. Pochi giorni dopo, il presidente Harling e i marines lasciano la portaerei alla volta di Oured (la capitale di Osea), con lo scopo di catturare Appelrouth e i suoi generali corrotti, che stanno manovrando la guerra. Dopo di che viene intercettato un messaggio con una frequenza radio e un orario: all'ora stabilita tutti si avvicinano agli altoparlanti, dai quali arriva la voce di Bartlett, che afferma di aver salvato Nikanor, il primo ministro yuktobaniano e che gli serve una scorta per lasciare il paese. Lo squadrone si dirige subito a Yuktobania, in una zona controllata da forze Yuktobaniane, che ostacolano in tutti i modi la fuga di Bartlett e di Nikanor. I fantasmi di Razgriz eliminano la resistenza nemica, ma quando sembra tutto finito, compare l'8492 squadrone, o Grabacr, a bordo dei loro 4 F-15 ACTIVE, che si rivelano un'ardua sfida per i fantasmi, al pari degli Ofnir, ma, alla fine, vengono abbattuti. A bordo della Kestrel, Bartlett racconta che, essendo il primo POW, fu per lui facile scappare e nascondersi, organizzando un movimento di resistenza contro il governo militare yuktobaniano, riuscendo a salvare il premier Nikanor e "Il maggiore", un'amica di Bartlett nell'esercito Yuktobaniano.
Quando tutto sembra ormai al termine, la 3ª flotta (composta da 5 navi a causa dei danni subiti in battaglia) viene intercettata da una flotta di navi yuktobaniane, composta da 18 navi. Nikanor fa subito un appello alla flotta del suo paese, esortandoli a unirsi a loro e che la guerra è tutta una farsa, ma viene interrotto dall'ammiraglio nemico, che lo dichiara un nemico, autorizzando le navi ad attaccarlo, nonostante l'opposizione della fregata Pitomkin, che viene affondata. Di fronte a questo atto, il cacciatorpediniere classe Sovremennyj Gumrak, alla testa di altre 2 navi, cambia rotta e va verso la Kestrel, per proteggere il primo ministro Nikanor, e il capitano Andersen fa decollare i caccia per coprirli e ordina a Nikanor di raggiungere Oured e di indire una conferenza stampa con il presidente Harling, per far cessare le ostilità. Durante il caos della battaglia, il gruppo da battaglia della Classe Nimitz Barbett, della marina oseana, entra in scena, attaccando sia gli yuktobaniani, che la Kestel, rea di avere delle navi nemiche nella sua flotta, ma, dopo un lungo combattimento (dove i fantasmi abbattono persino uno squadrone di F-22), le due flotte vengono affondate, ponendo fine alla battaglia. Ma poche ore dopo, quando Pops sta per informare i fantasmi sulla loro ultima missione, un sottomarino riesce a infliggere un colpo durissimo alla 3ª flotta, colpendo con dei missili il reattore della Kestrel, immobilizzando la nave. Andersen ordina il lancio dei suoi piloti e i 4 caccia vengono lanciati, mentre la flotta affonda il sottomarino, ma un triste spettacolo si consuma di fronte all'equipaggio della portaerei: la nave che si inclina e affonda, e i marinai le danno un ultimo saluto.

### Fine
A Oured il presidente Harling e il primo ministro Nikanor tengono un comizio di pace, che afferma che la reale causa della guerra era una cospirazione, ordita dai "Grey Men" di Belka, a capo delle Grunder Industries (che lavorano per Osea), e di altre importanti società belkane, che desiderano solo vedere la distruzione nelle due superpotenze che 15 anni fa avevano sconfitto la loro patria. I due capi di Stato lanciano un appello alle rispettive forze armate, esortandoli a stringersi la mano come loro due e di aiutare i fantasmi di Razgriz a Sudentor (South Belka) nel compito di distruggere i controlli del SOLG, un satellite artificiale oseano ora equipaggiato con la formidabile V2, un missile MIRV belkano con una potenza capace di eliminare metà delle aree urbane di Osea e Yuktobania. in aiuto dei Razgriz intervengono le truppe oseane stazionate a Sudentor e numerosi mezzi aerei di entrambe le nazioni compreso un AWACS, chiamato Oka Nieba, che assistono i 4 mentre aiutano le forze di terra ad avanzare. I Razgriz entrano nel tunnel dei controlli del SOLG e li distruggono, nel processo uccidendo Hamilton, che li ha seguiti. Come mossa finale, i "Gray Men" lanciano il SOLG su Oured, nella speranza di completare, almeno parzialmente, la loro vendetta, utilizzando Ofnir e Grabacr per coprirlo. Dopo un lungo e intenso scontro aereo, i Razgriz abbattono i due squadroni nemici e riescono a distruggere il SOLG prima che esso colpisca la città. La folla li acclama come eroi.
Tempo dopo, ad Oured, in una piazza, dove una donna sta facendo leggere ad una bambina il libro "A blue dove for the princess", scorrono dei titoli, in cui Harling annuncia che tutti i dati riguardanti la guerra di Belka verranno pubblicati nel 2020.

## Operation Katina
La modalità Arcade segue una trama indipendente dalla modalità Campagna. Durante la guerra Continentale Useana (visto in Ace Combat 04), che attraversa gli anni dalla fine del 2004 a metà 2005; le nazioni Erusea e ISAF hanno combattuto una guerra lunga e feroce. Erusea stava cercando di schiacciare la resistenza ISAF per dominare la totalità del continente Usea, mentre l'ISAF stava lottando per liberare i loro Stati costituenti dalle grinfie dei Erusiani. Alla fine l'ISAF era vittoriosa, ma a un costo enorme in vite. Circa un anno dopo la vittoria sudata dell'ISAF, alcuni resti dei rifugi militari Erusiani rifiutarono di accettare la resa e tentarono di avviare una sollevazione generale in tutto il paese. Dopo qualche tempo, riescono a catturare una vecchia fabbrica militare, insieme ad una grande quantità di armi.
Allarmato dal pericolo della nuova minaccia Eruseana, l'ISAF ricorda il pilota conosciuto come Mobius 1, per una serie di operazioni per mettere a tacere definitivamente la minaccia.
Un piccolo cameo riguardante il nome "Katina" che è anche il nome di un pianeta dalla serie di giochi Nintendo, Lylat Wars. Il nome della operazione può riferirsi in particolare a Star Fox: Assault, gioco in cui sia Nintendo e Namco facevano parte del team di sviluppo.

## La leggenda di Razgriz
La leggenda di Razgriz è il punto centrale per la trama del gioco. Prende forma di un componimento poetico visibile durante le schermate di caricamento della missione:
```
Nell'eterno scorrere del tempo
Basta un granello di sabbia
Per scatenare una tempesta
Un demone scruta dagli abissi
Attento al Razgriz, alle sue lucide ali nere".
```

```
Il demonio solca i cieli oscuri lasciando
dietro di sé paura e morte finché gli uomini
Uniti non forgeranno una spada benedetta
Alla resa dei conti la bestia verrà trucidata".
```

```
Il demone dorme, uomo combatte uomo
Il suo sangue e la sua follia copriranno la terra
Dal profondo della disperazione svegliate il Razgriz.
Le sue ali corvine accese di luce solenne".
```

Una sintesi è prevista anche da Albert Genette nell'epilogo della missione 27 + (che rivela anche la parte finale della leggenda):
"Quando la storia cambia, Razgriz si rivela, in primo luogo come un demone oscuro. Come un demone, usa il suo potere per far piovere la morte sulla terra, e poi muore. Tuttavia, dopo un periodo di sonno, Razgriz si risveglia, questa volta come un grande eroe".
La maggior parte dei personaggi del gioco sono a conoscenza della leggenda di Razgriz, ma Kei Nagase ha in particolare una vasta conoscenza di esso. In primo luogo arriva a credere che la leggenda è in realtà una profezia riferita al sommergibile Scinfaxi. Più tardi, pensa la stessa cosa al suo gemello, Hrimfaxi, essendo impostato nello Stretto Razgriz, la residenza del demonio, secondo il mito. In effetti, anche l'equipaggio dell'Hrimfaxi vengono a conoscenza di essere i Razgriz che è evidente nel loro dialogo nella missione 13. Tuttavia, nella stessa missione, dopo la distruzione di Hrimfaxi dalla squadra Wardog, il titolo di "Razgriz" si attacca a quest'ultimo. All'interrogatorio di Nagase di un soldato Yuktobaniano nella missione 15 rivela che gli Yuktobaniani iniziano a fare riferimento allo squadrone Wardog come i "Demoni di Razgriz" e anche Chopper si riferisce scherzosamente a se stesso come " Razgriz 3" nelle missioni 16A e 16B. Dopo le morti ufficiali dei Wardog, lo squadrone viene riformato come i "Fantasmi Di Razgriz", accettando questo nome come proprio.
In un certo senso, la leggenda di Razgriz agisce come una profezia che si autoavvera per tutto il gioco. Supponendo che i Wardog sono stati simbolicamente i "Razgriz" dall'inizio, il "grande cambiamento", testimoniato dalla storia è lo scoppio di questa guerra. Lo squadrone, infatti, "come un demone oscuro fa piovere la morte sulla terra" mentre viene manipolato dagli "Uomini Grigi" (combattendo quindi una battaglia intrinsecamente ingiusta dall'inizio). La "sciabola santificata" si riferisce a Marcus Snow, un pilota rispettato, il cui nominativo è "Swordsman" e che simbolicamente (e ufficialmente) uccide il Wardog/Razgriz. Poi, però, "Razgriz rinasce questa volta come un grande eroe", riferendosi alla riforma della squadriglia come i Fantasmi di Razgriz, che da allora lottano contro i veri responsabili della guerra, salvando il mondo dalla distruzione.
La leggenda di Razgriz è anche descritta nel tema dell'ultima missione "The Unsung War", dopo che il satellite SOLG entra nello spazio aereo della missione. La canzone è in lingua latina ed eseguita in stile gregoriano. I Campioni di questa canzone, così come sezioni dei testi latini, sono stati incorporati nel brano musicale "Zero" di Ace Combat Zero, che si svolge allo stesso modo durante la battaglia finale.

## Personaggi principali
- Wardog 1/ Razgriz 1 "Blaze": comandante del 108^ TFS anche conosciuto come "Kid", all'inizio del gioco era solo una recluta ma con il progredire del conflitto diventerà la migliore risorsa di Osea; guiderà i Wardog anche quando diventeranno i Razgriz; è il pilota che si impersona nel gioco. Dopo la scomparsa di Bartlett, Blaze viene promosso come capo squadrone Wardog e accompagnerà la sua squadra fino alla fine. Canonicamente, Blaze vola su un F-5E nella fase iniziale e poi un F-14A Tomcat, come il resto della squadra.
- Capitano Kei "Edge" Nagase: Wardog 2, è l'unica sopravvissuta allo scontro prima della missione 1; ha grande fiducia in Blaze e nelle sue capacità. Dopo la scomparsa di Bartlett, Thunderhead offre a nagase la promozione a leader dello squadrone, ma si rifiuta e decide di mettere Blaze al comando nonostante l'ordine di Thunderhead. Nagase viene abbattuta oltre le montagne Glubina nella missione 14, ma i Wardog riescono a salvarla. Inoltre Nagase è anche il narratore secondario della storia.
- Tenente colonnello Alvin H. "Chopper" Davenport: Wardog 3, è un grande amico di Blaze e pilastro morale dello squadrone e si rivolge a Blaze chiamandolo "Kid"; morirà valorosamente a November City suicidandosi lanciando il suo aereo nello stadio, per evitare perdite civili.
- Capitano Marcus "Swordsman" Snow: Una volta comandante della squadriglia Shorebird, della quale è l'unico sopravvissuto, viene mandato Andersen per "abbattere" i Wardog; li seguirà poi come Razgriz 3.
- Capitano Hans "Archer" Grimm: Wardog 4 Il più giovane pilota del 108^ TFS, ha grandi abilità e come Nagase è molto fiducioso in Blaze; Ha un fratello maggiore che combatte divisione aviotrasportata oseana.
- Colonnello Wolfgang "Huckbein" Buchener/Peter N. "Pops" Beagle: Un tempo uno dei migliori assi Belkani, dopo la guerra, grazie al capitano Bartlett, cambia la sua identità e diventa capo meccanico a Sand Island. Aiuterà i Wardog fino alla fine; è il loro confidente e più fidato amico.
- Capitano (poi maggiore) Allen C. Hamilton: Il secondo in comando alla base di Sand Island.
- Capitano Jack "Heartbreake 1" Bartlett: Un tempo uno dei migliori piloti oseani, è stato relegato all'addestramento per via della sua insubordinazione; è lui che addestra i Wardog, rimanendo colpito poi dalle loro abilità, soprattutto quelle di Blaze; un tempo ebbe una storia con "il maggiore" Yuktobaniano.
- Capitano Nicholas Andersen: Comandante della 3ª flotta oseana, un tempo forte di ben 12 vascelli (ma ora relegata a 5 a causa dell'attacco a St.Hewlett), arriva alla stessa conclusione dei Wardog su chi era in realtà dietro la guerra. Approfittando del fatto che la 3ª flotta era stata spostata a nord per fare operazioni di spionaggio, fornirà ai Razgriz una base mobile, con cui porre fine alla guerra.
- Presidente Vincent Harling: 44º presidente della Federazione di Osea, verrà rapito dai belkani durante la guerra per lasciare il potere al vicepresidente Appelrouth (un guerrafondaio). Verrà liberato dai demoni di Razgriz e riuscirà a porre fine alla guerra.
- Primo ministro Victor Nkianor: Leader politico yuktobaniano, subisce la stessa sorte di Harling e insieme i due riusciranno a porre fine alle ostilità.
- AWACS Thunderhead: L'AWACS del gioco, è un uomo che si attiene al manuale e scherza raramente e non perde un'occasione per rimproverare Chopper per il suo continuo parlare alla radio; sviluppando così un rapporto amore-odio tra i due; Thunderhead ha piena fiducia nei Wardog, e alla morte di Chopper esprime le più sentite condoglianze ai membri dello squadrone.
- Albert Gennette: Un giornalista arrivato a Sand Island in cerca di una storia militare, in particolare interessato al Capitano Bartlett, un leggendario asso. Quando scoppia la guerra Circo-Pacifica, però, la sua attenzione si sposta allo squadrone Wardog e pubblica un loro articolo chiamato "Le quattro ali di Sand Island". Rimane il narratore primario per tutto il gioco, arrivando addirittura a seguire i Wardog anche quando diventano traditori e fuggono da Sand Island. Gennette è anche il narratore in Ace Combat X, che copre la Guerra tra Leasath e Aurelia nel 2020.

Le iniziali dei nomi dello squadrone Wardog formano la parola "ACES" (Archer, Chopper, Edge, Swordsman) che è anche il nome della penultima missione.

## Aerei
Ace Combat 5 offre una delle più grandi selezioni di aerei giocabili visti in qualsiasi gioco fino ad oggi: 53 aerei, 51 dei quali esistono nella realtà (sia come modelli di produzione che prototipi) e 2 fittizi. Dalla missione numero cinque, al giocatore viene data la possibilità di acquistare nuovi aeromobili per sé stesso e per i loro gregari. È anche necessario acquistare gli aerei per l'intero squadrone, gli aerei nel gioco sono molto più economici, in media, rispetto ad Ace Combat 04 e Ace Combat Zero. Il denaro può essere ottenuto abbattendo i nemici che soddisfano determinati requisiti per le missioni (ad esempio, raggiungendo i punteggi più alti o completando le missioni entro tempi molto brevi):
- F-5E Tiger
- F-20A Tigershark
- X-29A
- MiG-21
- MiG-21-93
- F-4 Phantom II
- F-4G Wild Weasel
- F-4X
- A-6 Intruder
- EA-6B Prowler
- F-16C
- F-16C Block 60
- F-2A Viper Zero
- F-16XL
- F/A-18 Hornet
- F/A-18E Super Hornet
- EA-18G Growler
- Mirage 2000
- Mirage 2000D
- MiG-29A Fulcrum
- A-10 Thunderbolt II
- YA-10B
- F-14 Tomcat
- F-14B Bombcat
- F-14D Super Tomcat
- Tornado GR.1
- Tornado GR.4
- Tornado F.3
- Tornado ECM
- MiG-31 Foxhound
- MiG-31M Foxhound
- F-15C Eagle
- F-15E Strike Eagle
- F-15 S/MTD
- Su-27 Flanker
- Su-32 Strike Flanker
- Su-35 Super Flanker
- Su-37 Terminator
- F-117A Nighthawk
- JAS-39C Gripen
- EF-2000 Typhoon
- F-35C Lightning II
- Rafale M
- Rafale B
- YF-23A Black Widow II
- F-22A Raptor
- FB-22
- Su-47 Berkut
- S-32
- MiG 1.44
- Hawk T.1
- X-02 Wyvern
- ADF-01 FALKEN

Tutti gli aerei nel gioco sono raggruppati in "famiglie": il primo aereo di una famiglia si sblocca completando una certa missione, mentre i modelli più avanzati in esso diventano disponibili solo dopo che il giocatore riempie il cosiddetto "Kill Bar" di un aereo di base che è, come dice il nome, una barra che aumenta quando le forze nemiche vengono sconfitte con un determinato aereo e sia il giocatore che i suoi gregari accumulano punti per l'aggiornamento dei rispettivi aerei. L'indicatore può essere compilato sia in modalità campagna che in missione libera. Il livello di difficoltà influisce rapidamente quando l'indicatore si riempie: tutti gli aggiornamenti sono circa due volte più veloci alla difficoltà Asso che alla difficoltà normale (anche se la ricompensa in denaro rimane la stessa).
Nella maggior parte delle missioni, al giocatore viene data la possibilità di selezionare gli aerei per sé e per i suoi gregari prima del lancio. Una stima approssimativa dei requisiti aggregati al punteggio degli aerei per la seguente missione viene data durante la selezione degli aerei, e uno dei gregari si opporrà se la scelta del giocatore non la soddisfa. Alcune missioni, tuttavia, non permettono al giocatore di scegliere l'aereo:
- Nelle missioni da 01 a 4, il giocatore è limitato all'aereo, F-5E Tiger II, e non può selezionare velivoli dei loro gregari.
- Nelle missioni 6, 11A, 18+ e 27+, l'intero squadrone è limitato a qualsiasi aereo che è stato selezionato nella rispettiva missione precedente.
- Nella missione 11B, l'intero squadrone è limitato al Mirage 2000D.
- Nella missione 19, l'intero squadrone è limitato all'Hawk T.1.
- Nelle missioni 20 e 26, la selezione dell'aereo è limitata ad un piccolo numero di aerei disponibili sulla portaerei "OFS Kestrel".
- Nella missione 21, il giocatore può scegliere un aereo per Blaze, ma è senza armi e i gregari non partecipano alla missione.

Oltre a una mitragliatrice e missili multiuso, ogni aereo è dotato di un'arma speciale, specializzata contro bersagli di terra o bersagli aerei. A differenza di Ace Combat 04 e Ace Combat Zero, ogni aereo ha una sola arma speciale, che è immediatamente disponibile per il suo acquisto.
Dopo aver scelto un aereo per sé o per un gregario, il giocatore ha anche la possibilità di selezionare uno schema di colorazione per l'aereo. Le colorazioni non costano nulla (a differenza di Ace Combat 04), ma devono essere sbloccate soddisfacendo alcune condizioni. Ci sono un totale di cinque possibili schemi di vernice nel gioco, anche se ogni aereo può avere solo fino a tre colori: Osea, Razgriz, e sia Yuktobania, Belka o speciali (questi ultimi tre possono essere sbloccati solo giocando a livello di difficoltà Normale o superiore).
- Osea (OS), lo schema di vernice predefinito dello Squadrone Wardog.
- Razgriz (RZ), uno schema di colorazione nera dei Fantasmi di Razgriz disponibili dopo aver completato la missione 20.
- Yuktobania (YK), disponibile solo per alcuni aerei, sbloccato abbattendo un aereo Yuktobaniano dello stesso modello nella modalità Campagna o Missione Libera.
- Belka (BL), sbloccato nella stessa maniera con cui si sblocca la colorazione di Yuktobania.
- Speciale (SP), disponibile solo per alcuni aerei, sbloccato soddisfacendo determinate condizioni, di solito abbattendo un pilota/asso nominato.

Nella modalità Arcade, il giocatore inizia invariabilmente con unF-22A, ma completando tutti i rami sblocca altri aerei.
Il velivolo di punta del gioco è l'F-14A Tomcat. Il super-caccia introdotto in questo gioco è l'ADF-01 FALKEN.

## Modalità di gioco
In Squadron Leader è possibile ottenere una vasta gamma di aerei, in modo da poter completare più agevolmente le missioni. Ogni aereo ha una sola arma speciale. alcune armi speciali (FAEB e TLS) sono uniche, cioè sono presenti solo su un modello di aereo e in nessun altro. Solitamente, più un'arma speciale è rara da trovare più è potente. Comunque, la varietà delle armi non finisce qui: ogni velivolo può portare un certo numero di missili, che può variare da 52 a 84 (anche se nelle modalità di gioco più facili i missili saranno sempre 99).
Vi sono vari parametri che determinano l'efficienza dei mezzi: la velocità, la mobilità, la difesa, l'attacco aria-aria e aria-terra. Molti velivoli sono sbloccabili esclusivamente dopo aver distrutto un certo numero di nemici con la loro versione precedente (per esempio, l'F-20 verrà sbloccato dopò aver ucciso circa 20 nemici con l'F-5, che è la sua versione iniziale.). Gli aerei base, ovvero le versioni iniziali di aerei sempre più potenti, vengono sbloccati automaticamente dopo missioni. Ogni aereo, anche se già sbloccato, deve essere anche acquistato per poter utilizzarlo, comprandone più copie lo useranno anche i compagni di squadra.
Ultimi non certo per potenza, vi sono i due aerei speciali: il FALKEN e il Wywern. Il primo è armato con 14 colpi di un cannone laser dalla potenza inaudita (che però richiederà notevoli capacità di mira), e si sblocca solo dopo aver distrutto tipi speciali di strutture, presenti sporadicamente nel gioco. Il secondo, pur essendo armato con armi speciali normali, ha una mobilità elevatissima (basti dire che nella penultima missione, dove si deve entrare in un tunnel, questo aereo potrà tornare indietro eseguendo una virata strettissima) e può continuare a volare anche a velocità molto ridotte. Si ottiene comprando tutti gli aerei (FALKEN escluso).
Ci sono un totale di 32 missioni alcune delle quali ispirate a reali eventi bellici, come quelle ambientate al porto di St.Hewitt e a Sand Island che si ispirano rispettivamente all'attacco a Pearl Harbor e alla battaglia delle Midway.

## Colonna sonora
La colonna sonora di Ace Combat 5 è stata composta in parte da Keiki Kobayashi, che aveva già lavorato su quella di Ace Combat 04: Shattered Skies. Altri compositori delle musiche di Ace Combat 5 includono Tetsukazu Nakanishi (che ha anche prodotto gli effetti sonori del gioco), Hiroshi Okubo e Junichi Nakatsuru.
Per la prima volta nella serie, Ace Combat 5 dispone di una canzone con licenza, Blurry dei Puddle of Mudd, che viene utilizzata e indicata come uno dei temi principali del gioco. Altre note composizioni includono The Journey Home, The Unsung War, e un remix di Blue Skies da Ace Combat 04.

## Riferimenti ad altre opere
- Vincent Harling, Il presidente oseano menziona la nazione neutrale di North Point. Quest'area serviva da Quartier generale dell'ISAF in Ace Combat: Distant Thunder.
- È chiaro che il gioco riprende molti aspetti della guerra fredda a cominciare dai nomi delle nazioni, l'unione delle repubbliche Yuktobaniane (Yuktobania) ricorda l'URSS mentre la federazione di Osea rappresenta chiaramente gli USA. I nomi ricordano in parte quelli usati dallo scrittore inglese Orwell.
- Quando lo squadrone 8492 insegue i Wardog nella missione "Final Option", Pops riconosce la voce di uno dei suoi vecchi commilitoni chiamandolo "Ashley". In Ace Combat Zero Ashley "Grabacr" Bernitz e uno degli assi nemici. Pops (Huckebein), Bartlett e Bernitz appaiono tutti e tre nella missione "La Tavola Rotonda" in modalità Mercenario.
- Nelle ultime due missione compare un AWACS che dice di chiamarsi Oka Nieba, che si traduce "Occhio del Cielo" in polacco Oko vuol dire occhio e Niebo vuol dire cielo. SkyEye, Occhio del Cielo in Inglese, era il nome dell'AWACS che aiutava il giocatore in Ace Combat 4.
- Durante il secondo video di Ace Combat 4 durante la narrazione si sente una melodia fatta con la fisarmonica da un ragazzo, che sarebbe il narratore. Nel ventesimo video di Ace Combat 5 mentre Pops e il comandante della portaerei Kestrel parlano si sente la stessa melodia e si vede un ragazzo che la suona.
- Nella missione "Assi" quando state per uscire dal tunnel potrete notare un nemico che si chiama "Yellow". Yellow è uno squadrone nemico in Ace Combat: Distant Thunder.
- Come in Distant Thunder, c'è un logo della Namco nascosto nella prima missione. Dalla vostra posizione, se si vola verso est in linea retta, alla fine si raggiunge una zona di litorale, con vari gruppi di piccoli edifici bianchi. Una volta raggiunta questa zona, scavate leggermente verso nord-est ed esaminate il terreno verde. Da qualche parte nella zona vi è un grande raccolto dell'emblema Namco, alludendo alla commercializzazione di Ace Combat 5 nel 2004, 50 anni dopo la fondazione di Namco nel 1954.
- Nella missione "Desert Arrow" nel deserto Jilachi, le strane figure verdi che si notano nel campo agricolo, hanno la forma di Pac-Man e dei fantasimini dal gioco.
- Alla fine della seconda missione della beta test pubblica di Ace Combat Infinity si accenna ad un gruppo di potenti dirigenti chiamati "Uomini Grigi" in inglese "Grey Men", probabile riferimento ai piloti assi delle forze belkane in Squadron Leader.